# マッケンジー・キリトメ
マッケンジー・キリトメ（Mackenzie Kiritome）は、商社のオーナーであり、2015年ツバル総選挙で選出されたツバルの国会議員である。 
マッケンジーはキリバスに生まれ、現在はツバルに住んでいる。2008年からマッケンジー商社のオーナーを勤めており、販売するために外部の島で小売店を経営している。2010年には、40人を雇用した。 